# Rudolf Peierls
Rudolf Peierls (alemany: Rudolf Ernst Peierls)  (Berlín, 5 de juny de 1907 - Oxford, 19 de setembre de 1995) fou un físic britànic nascut a Alemanya en una família jueva.
Rudolph Peierls va tenir un paper important al programa nuclear de Gran Bretanya, col·laborant amb el Projecte Manhattan, però també va tenir un paper destacat en moltes ciències modernes. El seu impacte sobre la física pot ser probablement millor descrit per la seva obituari de Physics Today: "Rudolph Peierls ... un actor important en el drama de la irrupció de la física nuclear en els assumptes del món ..."".

## Publicacions
- Bird of passage: Recollections of a Physicist, Princeton university press (1985) ISBN 0-691-02416-2. Autobiografia.
- Atomic histories - A walk through the beginnings of the atomic age with one of its true pionner, collection Masters of modern physics, Springer-Verlag/AIP Press (1997) ISBN 1-56396-243-8. Recull d'assajos no tècnics
- The laws of nature, The Scientific Book Guild (1955).
- Surprises in theoretical physics, Princeton university press (1979) ISBN 0-691-08242-1
- More surprises in theoretical physics, Princeton university press (1991) ISBN 0-691-02522-3
- R. H. Dalitz (dir.) et Sir Rudolf Peierls (dir.), Selected Scientific Papers of Sir Rudolf Peierls (with commentary), World Scientific Series in 20th Century Physics (Volume 19), World Scientific (1997) ISBN 981-02-2693-4